# エスエスケイ
株式会社エスエスケイ（英: SSK CORPORATION）は、大阪市中央区上本町西に本社を置く野球を主としたスポーツ用品メーカー。

## 会社概要
1946年11月1日に佐々木恭三が京都市下京区に運動具店を創業。1950年に大阪市南区（現：中央区）松屋町へ移転し、「株式会社 佐々木恭商店」に改組。1956年に社名を「佐々木株式会社」（佐々木スポーツ/ササキスポーツ）に変更。1972年に大阪市南区北桃谷町（現：中央区上本町西）の現在地へ移転。1983年に創業者・佐々木恭三死去。1987年に現社名に変更。社名のエスエスケイは、創業者・佐々木恭三の苗字をローマ字に直した「SaSaKi」から来ている。
ミズノと同様、野球用品を主力として製造・販売を手がけ、プロアドバイザリースタッフとしては、元阪神タイガースの村山実、元読売ジャイアンツの柴田勲を皮切りに、現在は幅広いプロ野球選手とのプロアドバイザリースタッフ契約を結んでいる。村山は、現役引退翌年の1973年から1976年まで、野球解説者としての活動と並行しながら正社員（開発室長）として勤務していた。
また、2005年からはプロ野球セントラル・リーグ審判部とも、審判服・審判用具の契約を結んでいる（パシフィック・リーグはミズノと契約。2003年までは両リーグ審判部は、ミズノと契約をしていた。）
野球以外のスポーツ用品では、デンマークに本拠を置くサッカー用品の「ヒュンメル」やドイツに本拠を置くアウトドア用品の「ショッフェル」の国内総代理店として商品を取り扱っている。
なお、まぐろツナ缶やフルーツ等缶の食品メーカーである清水食品や、造船メーカーの佐世保重工業（いずれも略称はSSK）は当社とは全く関係がない。

## 契約選手
坂本勇人、岡本和真、桜井俊貴、戸郷翔征、西勇輝、梅野隆太郎、北條史也、大島洋平、平田良介、岡田俊哉、三上朋也、石田健大、川端慎吾、中村晃、秋吉亮、安達了一、後藤駿太、中村剛也、平良海馬、田中和基、秋山翔吾

## 主要役員
- 代表取締役社長 佐々木恭一
- 専務取締役 久本浩三
- 常務取締役
  - 吉田敏夫
  - 安井浩二
  - 佐々木純一
- 取締役
  - 東野徹
  - 釜井睦弘
- 常勤監査役 紺谷友亮
- 監査役 藤巻光雄

（2023年10月13日現在）

## スポンサー番組・CM
- 1970年代にはテレビドラマ『好き! すき!! 魔女先生』（朝日放送制作、当時はTBS系）、人気アニメ『ど根性ガエル』（同、当時はTBS系）→『はじめ人間ギャートルズ』（同、放映期間中にNET（現・テレビ朝日）系に移行）、その後日本テレビの土曜日20時の枠（全日本プロレス中継→土曜トップスペシャル、後楽園・甲子園・広島の巨人戦開催時は土曜ナイター、本社のある地元では読売テレビ）や木曜スペシャル（1993年9月まで）、1994年から2005年まで巨人戦ナイター（日本テレビ系、原則として火曜・土曜）のスポンサーを務めていた。
- 提供クレジットは当初「SSKスポーツ品」名義だったが、1980年代後半には「スポーツSSK」に名義変更となった。
- 1970年代に、佐良直美が歌うCMソングがスポンサー番組で流され、視聴者の人気を得ていた。なお同曲は21世紀になって以降中日ドラゴンズの立浪和義が出演した当社CMでも使用された（リメイク版）。
- 1990年代後半頃には雑居ビルが立ち並ぶ屋上で、周囲のビル屋上にいるビジネスマン同士（必ず女子社員がいる）がキャッチボールを行ない、ビル内に入ったボールを最後に打つ。という内容のCMが放映された。その後も野球にこだわりながらも趣向を凝らしたCMを放映している。特に練習中の打球音や捕球音で「猫踏んじゃった」を演奏するCMは世界各国で高評価を受けたことがある。